# Gorgoroth
Gorgoroth je norveški black metal-sastav iz Bergena. Sastav je osnovao gitarist Infernus (jedini preostali izvorni član) 1992. godine. Sastav je dobio naziv po mjestu Gorgoroth iz Tolkienovog romana Gospodar Prstenova. Poznati su po svojim sotonističkim tekstovima.

## Povijest
Sastav je 1992. godine u Bergenu osnovao gitarist Infernus. Infernus se izjašnjava kao teistički sotonist te se prozvao "Sotoninim ministrom na Zemlji". Grupa je u svojoj povijesti imala mnoge članove, a dosta uspjeha ostvarila je za vrijeme pjevača Hata i Pesta. Odlaskom Pesta, na mjesto pjevača dolazi Gaahl. Otprilike u isto vrijeme dolazi basist King. Godine 2004., Gorgoroth je optužen za održavanje crne mise tijekom koncerta u Krakowu. Međutim, Gorgoroth nije pretrpio veće posljedice. Godine 2007. izbija sukob između Infernusa te Gaahla i Kinga oko prava na ime Gorgoroth; sudskim postupcima Infernus zadržava ime Gorgoroth pošto je jedini preostali izvorni član grupe. Gaahl i King kasnije osnivaju sastav God Seed.

## Tekstovi
Gorgoroth je poznat po tekstovima sa sotonističkim porukama. Uostalom, prema Infernusovim izjavama, sastav je i osnovan da širi sotonizam kroz pjesme.

## Diskografija
Studijski albumi
- Pentagram (1994.)
- Antichrist (1996.)
- Under the Sign of Hell (1997.)
- Destroyer (1998.)
- Incipit Satan (2000.)
- Twilight of the Idols (2003.)
- Ad Majorem Sathanas Gloriam (2006.)
- Quantos Possunt ad Satanitatem Trahunt (2009.)
- Under the Sign of Hell 2011 (2011.)
- Instinctus Bestialis (2015.)

Koncertni albumi
- The Last Tormentor (1996.)
- Black Mass Krakow 2004 (2008.)
- True Norwegian Black Metal - Live in Grueghallen (2008.)

Demo albumi
- A Sorcery Written In Blood (1993.)
- Promo '94 (1994.)

Kompilacije
- Origunators of Northern Darkness - A Tribute to Mayhem (2001.)